# Statuia Dorobanțului din Turnu Măgurele
Statuia Dorobanțului din Turnu Măgurele este un monument istoric aflat pe teritoriul municipiului Turnu Măgurele, operă a sculptorului Raffaello Romanelli.